# Limerick, Maine
För andra betydelser, se Limerick (olika betydelser).
Limerick är en kommun (town)  i York County i den amerikanska delstaten Maine med en yta av 73,1 km² och en folkmängd, som uppgår till 2 892 invånare (2010).

## Kända personer från Limerick
- Alpheus Felch, politiker, guvernör i Michigan 1846-1847